# 魔法师西蒙II：狮子·男巫·魔衣橱
《魔法师西蒙II：狮子·男巫·魔衣橱》是英國工作室冒险游戏开发，并于1995年发行的冒险游戏。游戏是魔法师西蒙系列第二款作品，《魔法師西蒙》的後傳。

## 开发
1993年8月，前作发行后不久，本作剧情開始起草。西蒙·伍德罗夫编写了整个故事，他花費相当的时间润色细节。作画步骤分为画草图、描写、上色。
遊戲於1995年11月發行。

## 评价
《魔法师西蒙II》全球销量超过60万套。在2011年Adventure Gamers的史上最佳冒险游戏中，游戏排名第88名。